# Maja Björkman
Maria "Maja" Björkman, född 23 december 1889 i Malmö, död 4 januari 1946, var en svensk journalist och författare, som ibland skrev under pseudonymen Charlotte Stefanson. 

## Biografi
Maja Björkman var dotter till möbelsnickare Johan Björkman och Anna Maria Hansson. Hon studerade i USA och var verksam som journalist och författare. 
Björkman ingick under 1900-talets första årtionde i styrelserna för Malmö socialdemokratiska ungdomsklubb, Malmö Kvinnliga Diskussionsklubb, och under 1910-talet i Skånes Socialdemokratiska Kvinnodistrikt. Hon var aktiv i Stockholms Allmänna Kvinnoklubb under 1920- och 30-talen, medverkade hon i Morgonbris, och var ombud vid partikongressen 1936. 
Hennes antikrigsbok Aldrig mera krig! gavs ut av Samorganisationens förlag 1930. Den illustrerades med Fackföreningsinternationalens bildmaterial i syfte att visa krigets verkliga ansikte. Björkman skrev även debattromanen Gula kliniken om abort, vilken filmades på 1940-talet.